# 十一月四日广场

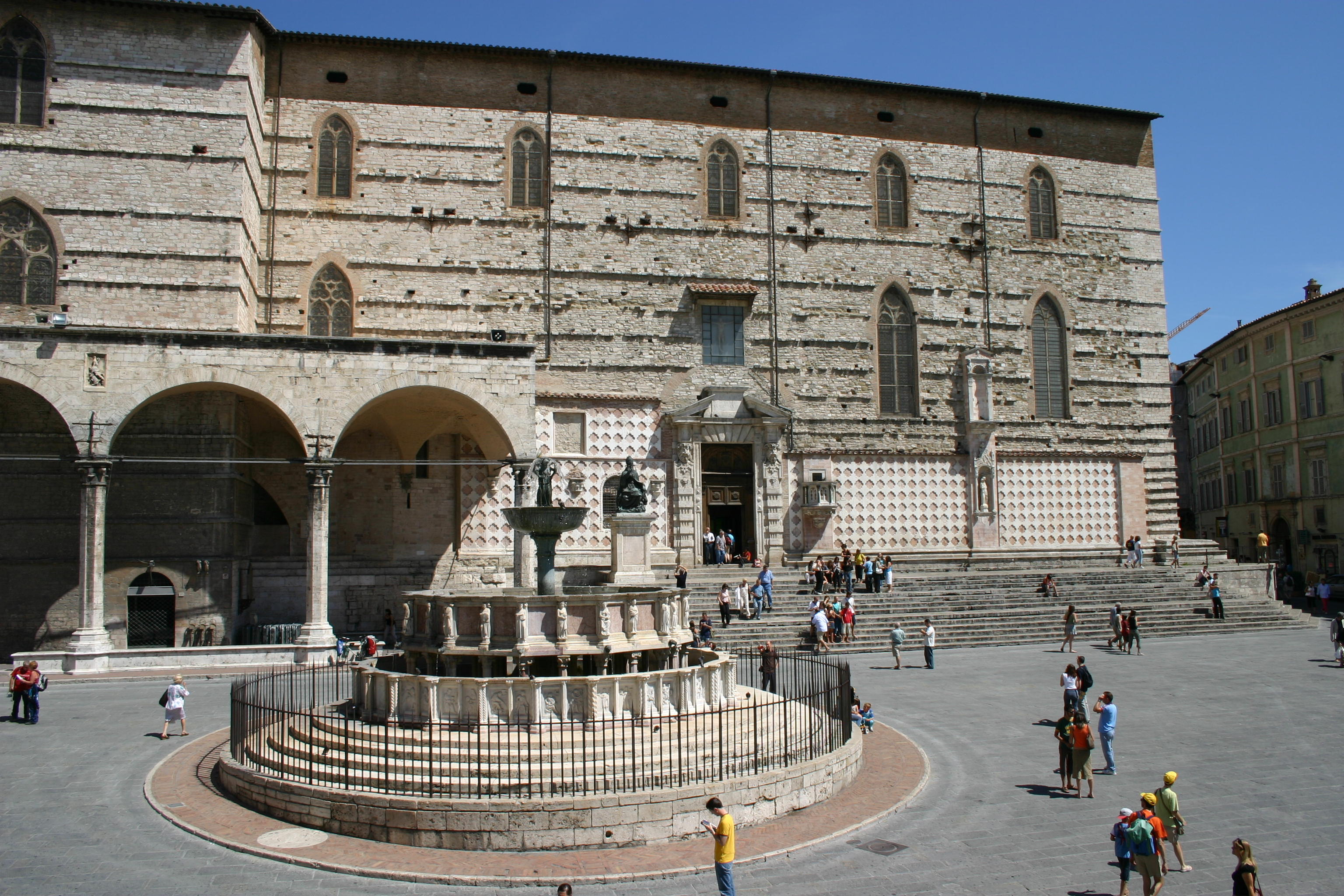
圣老楞佐主教座堂和马焦雷喷泉.

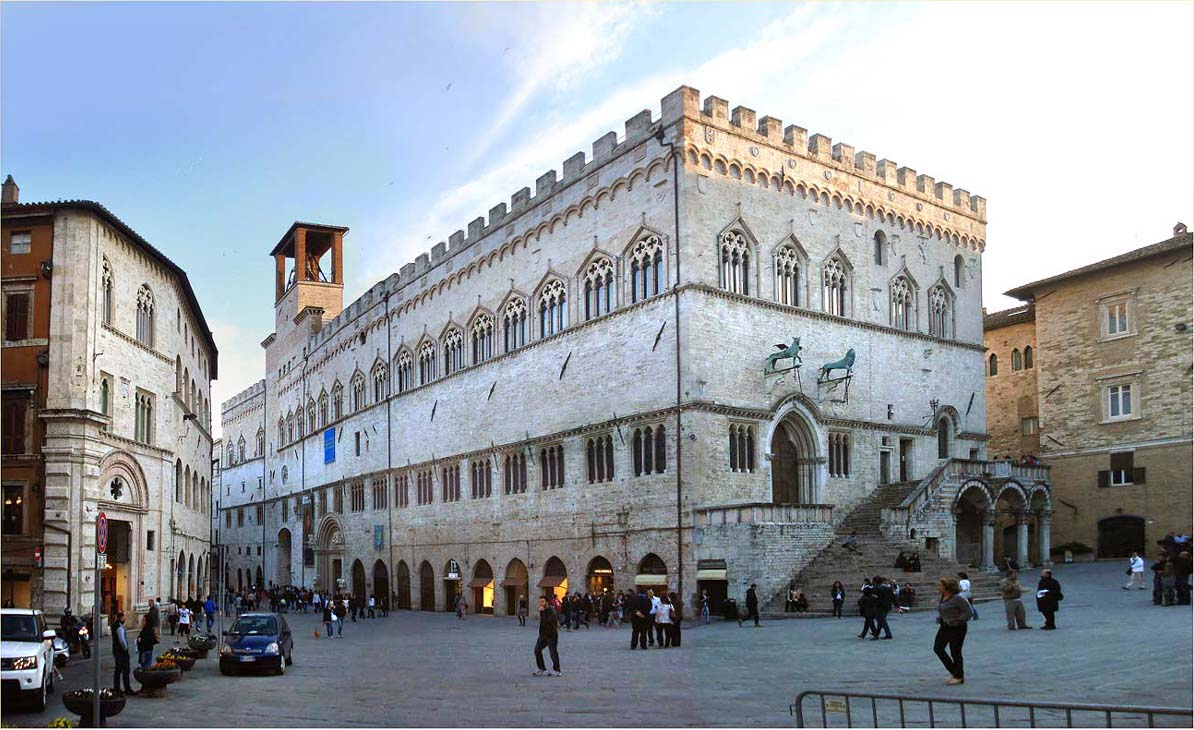
普廖里宫

十一月四日广场（Piazza IV Novembre）位于意大利佩鲁贾的历史中心，被称为该市“最美丽的广场”。它得名于第一次世界大战末期的停战。

## 历史

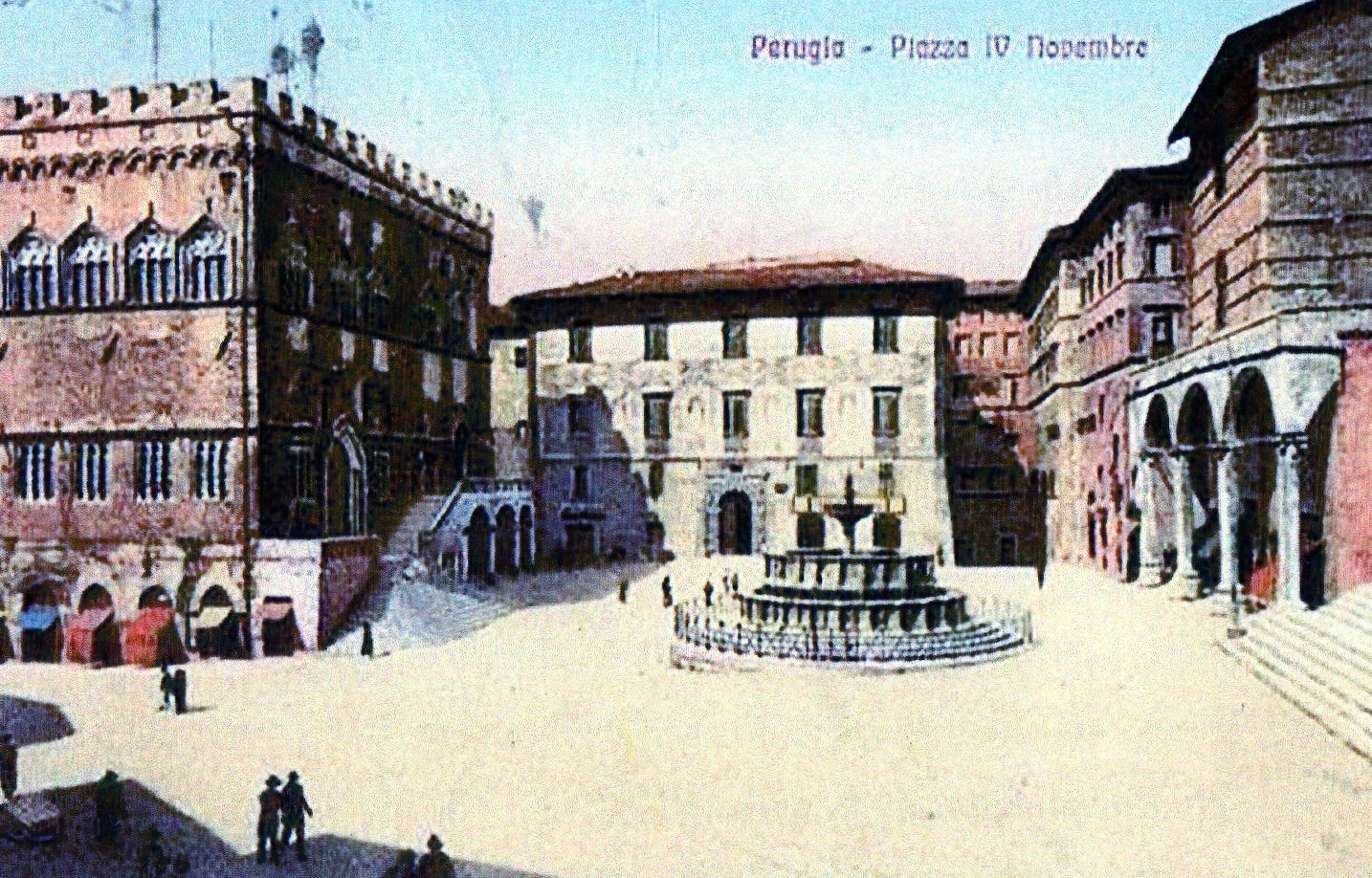

该广场原为古罗马广场的所在地，在中世纪为五条主要街道的交汇点。广场两边矗立着圣老楞佐主教座堂和普廖里宫，为该市的宗教和政治中心。

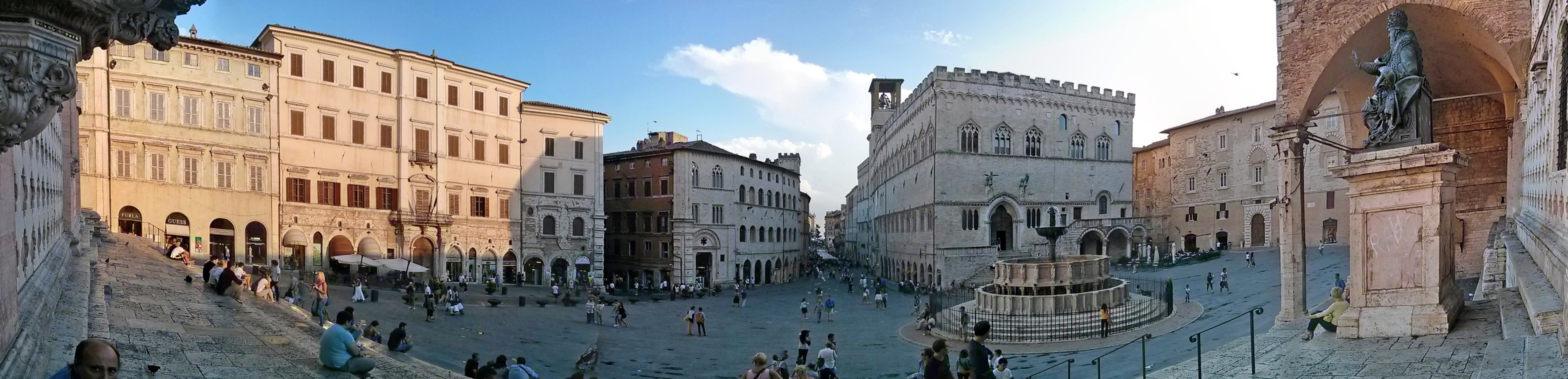

在广场的中央是马焦雷喷泉，为广场的视觉焦点。